# Genius (jogo)
Genius era um brinquedo muito popular na década de 1980 distribuído pela Brinquedos Estrela.
O brinquedo buscava estimular a memorização de cores e sons. Com um formato semelhante a um OVNI, possuía botões coloridos que emitiam sons harmônicos e se iluminavam em seqüência. Cabia aos jogadores repetir o processo sem errar.

## Histórico
O Genius lançado em 1980 pela Estrela foi o primeiro jogo eletrônico vendido no Brasil, sendo a versão do Simon, do fabricante americano Hasbro. Muitos brinquedos eletrônicos da Estrela dos anos 80, como o Pégasus, Colossus, Gênius e outros, saíram de linha.
Em 1987, a Prosoft desenvolveu um Genius para MSX 1 O programa foi desenvolvido em Basic.
O Genius original possuía três jogos diferentes e quatro níveis de dificuldade.
Voltou a ser fabricado pela Estrela em 2012.

### Versões para sistemas modernos
Javascript
- «Craterfish Simon»

Adobe Flash
- «Flash version of Simon by Paul Neave»
- «Petey Repeaty». A sound sequence memory game

Microsoft Silverlight
- «Silverlight version of Simon, by Vertigo»

Macintosh
- «John Scalo & Rich Dellinger's Simon Extreme 1.1.1 (Mac)»

iPhone/iPod touch/iPad (Apple iOS)
- «iMimic». por Fernando Sciessere e Everson Siqueira
- «"Mimeo"». Simon game produced by Kudit
- «Simon Game Webapp». produced by Kudit
- «ProRattaFactor's Simon inspired memory game "Memory Attack" is part of 3 game suite Whack Attack! Games»

Android
- PressTag
- «Neuro». Advanced Simon variation for Android 1.5.

Pocket PC (PPC)
- «Jon Kent's Simon v1.0 (PPC)»

KDE
- «Blinken (Multiplatform)»

Palm OS
- «Ringo Sammon's Crazyfaces (Simon clone with faces and alternate play, such as repeating a sequence in reverse)»
- «Kris Johnson's FourTap. Open Source Software»

Java J2ME
- NanoGenius Flavio A. S. Ximenes & Francisco A. Tristão & Igor Mori Tristão